# 1206年
| 千纪： | 2千纪 |
| 世纪： | 12世纪 \| 13世纪 \| 14世纪 |
| 年代： | 1170年代 \| 1180年代 \| 1190年代 \| 1200年代 \| 1210年代 \| 1220年代 \| 1230年代                                                                           |
| 年份： | 1201年 \| 1202年 \| 1203年 \| 1204年 \| 1205年 \| 1206年 \| 1207年 \| 1208年 \| 1209年 \| 1210年 \| 1211年                                                 |
| 纪年： | 丙寅年（虎年）；西夏天慶十三年，應天元年；大理天开二年；蒙古太祖元年；金泰和六年；西辽天喜二十九年；南宋开禧二年；越南治平龍應二年；日本元久三年，建永元年 |

## 大事记
- 中国
  - 南宋宰相韩侂胄发动对金朝的北伐战争，因其年为宋宁宗开禧2年，故名开禧北伐。
  - 吳曦叛宋降金並且把階（今甘肅武都）、成（今甘肅成縣）、和（今甘肅西和）、鳳四州地獻于金國，求金封蜀王，並遣部將利吉引金兵入鳳州（今陝西鳳縣）。
  - 西夏鎮夷郡王李安全篡位，是為夏襄宗，改年號應天。
- 大蒙古国（蒙古帝国）
  - 春天—— 铁木真被推为成吉思汗，建立大蒙古国（蒙古帝国），成为首位大蒙古国皇帝（蒙古帝国大汗），后追尊为元太祖。
- 南亞
  - 阿富汗古爾王朝欽察突厥奴隸庫特布丁·艾伊拜克起兵自立，創建德里蘇丹國第一個王朝庫特布沙希王朝。

## 出生
- * 元定宗贵由，第三位大蒙古国皇帝（蒙古帝国大汗），去世后被追尊为元定宗（1248年去世，42岁）

## 逝世
- 夏桓宗李純祐